# آرتور استیونز (بازیکن فوتبال اهل انگلستان)
آرتور استیونز (انگلیسی: Arthur Stevens; ۱۳ ژانویهٔ ۱۹۲۱ – ۱۵ ژانویهٔ ۲۰۰۷) بازیکن فوتبال اهل بریتانیا بود.
از باشگاه‌هایی که در آن بازی کرده‌است می‌توان به باشگاه فوتبال ساتون یونایتد، باشگاه فوتبال برنتفورد، باشگاه فوتبال فولام، و باشگاه فوتبال ویمبلدون اشاره کرد.